# Leyli va Madschnun
Leyli va Madschnun – aserbaidschanisch Leyli və Məcnun (لیلی و مجنون), d. h. „Leyli und Madschnun“ – ist der Name der ersten aserbaidschanischen Oper. Das Werk von Üzeyir Hacıbəyov wurde im Jahre 1907 komponiert und ist somit auch die erste Oper der islamischen Welt und des Nahen Ostens. Es wurde am 25. Januar 1908 im Bakuer Haji-Zeynalabdin-Tagiyev-Theater uraufgeführt und basiert auf Fuzulis Fassung der im gesamten Nahen Osten Zentral- und Südasien populären Liebesgeschichte Leila und Madschnun.